# Campeonatos da Europa de Atletismo
Os Campeonatos da Europa de Atletismo (em inglês European Athletics Championships) são um evento organizado pela Associação Europeia de Atletismo (European Athletic Association, EAA), e que se celebra a cada ano par numa cidade da Europa.
A primeira edição ocorreu em 1934 em Turim, Itália, e até hoje disputaram-se 23 edições. Somente ficaram por realizar os de 1942 devido à Segunda Guerra Mundial.
A partir de 2012 os campeonatos passaram a ser realizados de dois em dois anos.

## Edições celebradas
| Edição        | Ano  | Cidade     | País               | Datas                        | Estádio                         |
| ------------- | ---- | ---------- | ------------------ | ---------------------------- | ------------------------------- |
| I edição      | 1934 | Turim      | Itália             | 7 a 9 de setembro            | Estádio Comunale de Torino      |
| II edição     | 1938 | Paris      | França             | 3 a 5 de setembro            | Estádio de Colombes             |
| II edição     | 1938 | Viena      | Alemanha           | 17 a 18 de setembro          | Praterstadion                   |
| III edição    | 1946 | Oslo       | Noruega            | 22 a 25 de agosto            | Estádio Bislett                 |
| IV edição     | 1950 | Bruxelas   | Bélgica            | 23 a 27 de agosto            | Estádio Heyzel                  |
| V edição      | 1954 | Berna      | Suíça              | 25 a 29 de agosto            | Stadion Neufeld                 |
| VI edição     | 1958 | Estocolmo  | Suécia             | 19 a 24 de agosto            | Estádio Olímpico                |
| VII edição    | 1962 | Belgrado   | Iugoslávia         | 12 a 16 de setembro          | Estádio Partizan                |
| VIII edição   | 1966 | Budapeste  | Hungria            | 30 de agosto a 4 de setembro | Népstadion                      |
| IX edição     | 1969 | Atenas     | Grécia             | 16 a 21 de setembro          | Estádio Karaiskákis             |
| X edição      | 1971 | Helsínquia | Finlândia          | 10 a 15 de agosto            | Olympiastadion                  |
| XI edição     | 1974 | Roma       | Itália             | 2 a 8 de setembro            | Stadio Olimpico                 |
| XII edição    | 1978 | Praga      | Tchecoslováquia    | 29 de agosto a 3 de setembro | Estádio Evžena Rošického        |
| XIII edição   | 1982 | Atenas     | Grécia             | 3 a 9 de setembro            | Estádio Olímpico                |
| XIV edição    | 1986 | Estugarda  | Alemanha Ocidental | 29 de agosto a 3 de setembro | Neckarstadion                   |
| XV edição     | 1990 | Split      | Iugoslávia         | 26 de agosto a 2 de setembro | Estádio Poljud                  |
| XVI edição    | 1994 | Helsínquia | Finlândia          | 7 a 14 de agosto             | Olympiastadion                  |
| XVII edição   | 1998 | Budapeste  | Hungria            | 18 a 23 de agosto            | Népstadion                      |
| XVIII edição  | 2002 | Munique    | Alemanha           | 6 a 11 de agosto             | Olympiastadion                  |
| XIX edição    | 2006 | Gotemburgo | Suécia             | 7 a 13 de agosto             | Estádio Ullevi                  |
| XX edição     | 2010 | Barcelona  | Espanha            | 26 de julho a 1 de agosto    | Estádio Olímpico Lluís Companys |
| XXI edição    | 2012 | Helsínquia | Finlândia          | 27 de junho a 1 de julho     | Olympiastadion                  |
| XXII edição   | 2014 | Zurique    | Suíça              | 12 a 17 de agosto            | Estádio Letzigrund              |
| XXIII edição  | 2016 | Amesterdão | Países Baixos      | 6 a 10 de julho              | Estádio Olímpico de Amesterdão  |
| XXIV edição   | 2018 | Berlim     | Alemanha           | 6 a 12 de agosto             | Estádio Olímpico de Berlim      |
| (cancelado)   | 2020 | Paris      | França             |                              | Estádio Sébastien Charléty      |
| XXV edição    | 2022 | Munique    | Alemanha           | 15 a 21 de agosto            | Estádio Olímpico de Munique     |
| XXVI edição   | 2024 | Roma       | Itália             | 7 a 12 de junho              | Estádio Olímpico                |
| XXVII edição  | 2026 | Birmingham | Reino Unido        |                              | Alexander Stadium               |
| XXVIII edição | 2028 | Chorzów    | Polónia            |                              | Stadion Śląski                  |

## Recordes dos Campeonatos

### Homens
| Evento               | Recorde  | Atleta                                                            | País              | Local     | Data                  |
| -------------------- | -------- | ----------------------------------------------------------------- | ----------------- | --------- | --------------------- |
| 100 m                | 9.95     | Zharnel Hughes                                                    | Reino Unido       | Berlim    | 7 de agosto de 2018   |
| 100 m                | 9.95     | Marcell Jacobs                                                    | Itália            | Munique   | 16 de agosto de 2022  |
| 200 m                | 19.76    | Ramil Guliyev                                                     | Turquia           | Berlim    | 9 de agosto de 2018   |
| 400 m                | 44.15    | Alexander Doom                                                    | Bélgica           | Roma      | 10 de junho de 2024   |
| 800 m                | 1:43.84  | Olaf Beyer                                                        | Alemanha Oriental | Praga     | 31 de agosto de 1978  |
| 1500 m               | 3:31.95  | Jakob Ingebrigtsen                                                | Noruega           | Roma      | 12 de junho de 2024   |
| 5000 m               | 13:10.15 | Jack Buckner                                                      | Reino Unido       | Estugarda | 31 de agosto de 1986  |
| 10000 m              | 27:30.99 | Martti Vainio                                                     | Finlândia         | Praga     | 29 de agosto de 1978  |
| 3000 m obst.         | 8:07.87  | Mahiedine Mekhissi-Benabbad                                       | França            | Barcelona | 1 de agosto de 2010   |
| 110 m barreiras      | 13:02    | Colin Jackson                                                     | Reino Unido       | Budapeste | 22 de agosto de 1998  |
| 400 m barreiras      | 46.98    | Karsten Warholm                                                   | Noruega           | Roma      | 11 de junho de 2024   |
| 4 x 100 m            | 37.67    | Jeremiah Azu Zharnel Hughes Jona Efoloko Nethaneel Mitchell-Blake | Reino Unido       | Munique   | 21 de agosto de 2022  |
| 4 x 400 m            | 2:58.22  | Paul Sanders Kriss Akabusi John Regis Roger Black                 | Reino Unido       | Split     | 1 de setembro de 1990 |
| Meia Maratona        | 1:01:03  | Yemaneberhan Crippa                                               | Itália            | Roma      | 9 de junho de 2024    |
| Maratona             | 2:09:51  | Koen Naert                                                        | Bélgica           | Berlim    | 12 de agosto de 2018  |
| 20 km marcha         | 1:18:37  | Francisco J. Fernández                                            | Espanha           | Munique   | 6 de agosto de 2002   |
| 50 km marcha         | 3:32:33  | Yohann Diniz                                                      | França            | Zurique   | 15 de agosto de 2014  |
| Salto em altura      | 2.37 m   | Gianmarco Tamberi                                                 | Itália            | Roma      | 11 de junho de 2024   |
| Salto com vara       | 6.10 m   | Armand Duplantis                                                  | Suécia            | Roma      | 12 de junho de 2024   |
| Salto em distância   | 8.65 m   | Miltiadis Tentoglou                                               | Grécia            | Roma      | 8 de junho de 2024    |
| Salto triplo         | 18.18 m  | Jordan Díaz                                                       | Espanha           | Roma      | 11 de junho de 2024   |
| Arremesso do peso    | 22.45 m  | Leonardo Fabbri                                                   | Itália            | Roma      | 8 de junho de 2024    |
| Lançamento do disco  | 69.78 m  | Mykolas Alekna                                                    | Lituânia          | Munique   | 19 de agosto de 2022  |
| Arremesso de martelo | 86.74 m  | Yuriy Sedykh                                                      | União Soviética   | Estugarda | 30 de agosto de 1986  |
| Lançamento do dardo  | 89.72 m  | Steve Backley                                                     | Reino Unido       | Budapeste | 23 de agosto de 1998  |
| Decatlo              | 8811 pts | Daley Thompson                                                    | Reino Unido       | Estugarda | 28 de agosto de 1986  |

### Mulheres
| Evento                     | Recorde  | Atleta                                                     | País              | Local      | Data                  |
| -------------------------- | -------- | ---------------------------------------------------------- | ----------------- | ---------- | --------------------- |
| 100 m                      | 10.73    | Christine Arron                                            | França            | Budapeste  | 19 de agosto de 1998  |
| 200 m                      | 21.71    | Heike Drechsler                                            | Alemanha Oriental | Estugarda  | 29 de agosto de 1986  |
| 400 m                      | 48.16    | Marita Koch                                                | Alemanha Oriental | Atenas     | 8 de setembro de 1982 |
| 800 m                      | 1:55.41  | Olga Mineyeva                                              | União Soviética   | Atenas     | 8 de setembro de 1982 |
| 1500 m                     | 3:56.91  | Tatyana Tomashova                                          | Rússia            | Gotemburgo | 13 de agosto de 2006  |
| 3000 m                     | 8:30.28  | Svetlana Ulmasova                                          | União Soviética   | Atenas     | 9 de setembro de 1982 |
| 5000 m                     | 14:35.29 | Nadia Battocletti                                          | Itália            | Roma       | 7 de junho de 2024    |
| 10000 m                    | 30:01.09 | Paula Radcliffe                                            | Reino Unido       | Munique    | 6 de agosto de 2002   |
| 3000 metros com obstáculos | 9:11.31  | Luiza Gega                                                 | Albânia           | Munique    | 20 de agosto de 2022  |
| 100 m barreiras            | 12.31    | Cyréna Samba-Mayela                                        | França            | Roma       | 8 de junho de 2024    |
| 400 m barreiras            | 52.49    | Femke Bol                                                  | Países Baixos     | Roma       | 11 de junho de 2024   |
| 4 x 100 m                  | 41.68    | Silke Möller Katrin Krabbe Kerstin Behrendt Sabine Günther | Alemanha Oriental | Split      | 1 de setembro de 1990 |
| 4 x 400 m                  | 3:16.87  | Kirsten Emmelmann Sabine Busch Petra Müller Marita Koch    | Alemanha Oriental | Estugarda  | 31 de agosto de 1986  |
| Meia Maratona              | 1:10:19  | Sara Moreira                                               | Portugal          | Amesterdão | 10 de julho de 2016   |
| Maratona                   | 2:25:14  | Christelle Daunay                                          | França            | Zurique    | 16 de agosto de 2014  |
| 10 km marcha               | 42:37    | Sari Essayah                                               | Finlândia         | Helsínquia | 9 de agosto de 1994   |
| 20 km marcha               | 1:26:36  | María José Pérez                                           | Espanha           | Berlim     | 11 de agosto de 2018  |
| 50 km marcha               | 4:09:21  | Inês Henriques                                             | Portugal          | Berlim     | 7 de agosto de 2018   |
| Salto em altura            | 2.03 m   | Tia Hellebaut                                              | Bélgica           | Gotemburgo | 11 de agosto de 2006  |
| Salto em altura            | 2.03 m   | Venelina Veneva                                            | Bulgária          | Gotemburgo | 11 de agosto de 2006  |
| Salto em altura            | 2.03 m   | Blanka Vlasic                                              | Croácia           | Barcelona  | 1 de agosto de 2010   |
| Salto com vara             | 4.85 m   | Ekaterini Stefanidi                                        | Grécia            | Berlim     | 9 de agosto de 2018   |
| Salto com vara             | 4.85 m   | Wilma Murto                                                | Finlândia         | Munique    | 17 de agosto de 2022  |
| Salto em distância         | 7.30 m   | Heike Drechsler                                            | Alemanha Oriental | Split      | 28 de agosto de 1990  |
| Salto triplo               | 15.15 m  | Tatyana Lebedeva                                           | Rússia            | Helsínquia | 9 de agosto de 2006   |
| Arremesso do peso          | 21.69 m  | Vita Pavlysh                                               | Ucrânia           | Budapeste  | 20 de agosto de 1998  |
| Lançamento do disco        | 71.36 m  | Diana Sachse                                               | Alemanha Oriental | Estugarda  | 28 de agosto de 1986  |
| Arremesso de martelo       | 78.94 m  | Anita Wlodarczyk                                           | Polónia           | Berlim     | 12 de agosto de 2018  |
| Lançamento do dardo        | 67.90 m  | Christin Hussong                                           | Alemanha          | Berlim     | 10 de agosto de 2018  |
| (antigo dardo)             | 77.44 m  | Fatima Whitbread                                           | Reino Unido       | Estugarda  | 28 de agosto de 1986  |
| Heptatlo                   | 6848 pts | Nafissatou Thiam                                           | Bélgica           | Roma       | 8–9 de junho de 2024  |

## Medalheiro histórico
- Atualizado até Munique 2022.

| Ordem | País          | Medalha de ouro | Medalha de prata | Medalha de bronze | Total |
| ----- | ------------- | --------------- | ---------------- | ----------------- | ----- |
| 1     | Alemanha      | 196             | 197              | 177               | 570   |
| 2     | Rússia        | 173             | 166              | 163               | 502   |
| 3     | Reino Unido   | 124             | 92               | 107               | 323   |
| 4     | França        | 69              | 69               | 65                | 203   |
| 5     | Polónia       | 56              | 58               | 65                | 179   |
| 6     | Itália        | 43              | 47               | 53                | 143   |
| 7     | Finlândia     | 34              | 30               | 40                | 104   |
| 8     | Espanha       | 32              | 28               | 38                | 98    |
| 9     | Suécia        | 30              | 44               | 40                | 114   |
| 10    | Países Baixos | 29              | 25               | 22                | 76    |
| 11    | Chéquia       | 22              | 31               | 38                | 91    |
| 12    | Ucrânia       | 22              | 28               | 20                | 70    |
| 13    | Hungria       | 18              | 22               | 25                | 65    |
| 14    | Portugal      | 17              | 10               | 11                | 38    |
| 15    | Noruega       | 16              | 15               | 19                | 50    |
| 16    | Grécia        | 15              | 8                | 11                | 34    |
| 17    | Bielorrússia  | 14              | 14               | 11                | 39    |
| 18    | Bélgica       | 13              | 14               | 11                | 38    |
| 19    | Bulgária      | 12              | 16               | 12                | 40    |
| 20    | Turquia       | 12              | 10               | 10                | 32    |
| 21    | Suíça         | 9               | 15               | 15                | 39    |
| 22    | Roménia       | 8               | 21               | 10                | 39    |
| 23    | Sérvia        | 8               | 12               | 5                 | 25    |
| 24    | Croácia       | 8               | 2                | 3                 | 13    |
| 25    | Dinamarca     | 4               | 6                | 5                 | 15    |
| 26    | Lituânia      | 4               | 3                | 4                 | 11    |
| 27    | Letónia       | 4               | 3                | 3                 | 10    |
| 28    | Israel        | 4               | 2                | 4                 | 10    |
| 29    | Irlanda       | 3               | 7                | 6                 | 16    |
| 30    | Estónia       | 3               | 6                | 5                 | 14    |
| 31    | Islândia      | 3               | 1                | 1                 | 5     |
| 32    | Eslovênia     | 2               | 2                | 3                 | 7     |
| 33    | Áustria       | 2               | 1                | 6                 | 9     |
| 34    | Eslováquia    | 1               | 4                | 0                 | 5     |
| 35    | Albânia       | 1               | 1                | 0                 | 2     |
| 36    | Azerbaijão    | 0               | 2                | 2                 | 4     |
| 37    | Luxemburgo    | 0               | 1                | 0                 | 1     |
| 37    | Montenegro    | 0               | 1                | 0                 | 1     |
| 39    | Moldávia      | 0               | 0                | 1                 | 1     |
|       | TOTAL         | 1011            | 1014             | 1011              | 3036  |

1. ↑  Inclui as medalhas obtidas pela RFA e a RDA entre 1949 e 1990.
2. ↑  Inclui as medalhas obtidas pela URSS e pelos denominados «Atletas neutros autorizados».
3. ↑  Inclui as medalhas obtidas por Checoslováquia.
4. ↑  Inclui as medalhas obtidas pela RFS de Jugoslávia e a RF de Jugoslávia.